# Magnolia bawangensis
Magnolia bawangensis este o specie de plante din genul Magnolia, familia Magnoliaceae, descrisă de Y.W.Law, R.Z.Zhou și D.M.Liu.
Este endemică în Hainan. Conform Catalogue of Life specia Magnolia bawangensis nu are subspecii cunoscute.